# لويس مينا
لويس مينا (بالإسبانية: Luis Mena Vado)‏ (و. القرن 19 – القرن 20 م) هو سياسي من نيكاراغوا .
وهو عضو في حزب محافظي نيكاراغوا .